# Martin Šmaus
Martin Šmaus (* 25. června 1965) je český spisovatel.
Vystudoval elektrotechnickou fakultu a nyní pracuje jako ředitel v nemocnici. Je ženatý, má dvě děti a s rodinou žije v Odrách.

## Dílo
- Děvčátko, rozdělej ohníček : Na cikňi na bari, čarav tro voďori. Praha: Knižní klub, 2005. ISBN 80-242-1483-0. Dostupné online a jako e-kniha.
- Šabach, Petr et al. Leonardův kabinet. Jihlava: Listen, 2006. ISBN 80-86526-23-2. – spoluautor
- Židle pro Štefana. Brno: Host, 2008. ISBN 978-80-7294-280-0

Proč jsme přestali jíst řízky – Z povídek Co z tebe bude

## Ocenění
Jeho prvotina Děvčatečko, rozdělej ohníček, kterou psal v letech 1997 až 2000, získala v roce 2005 Literární cenu Knižního klubu a v roce následujícím cenu Magnesia Litera v kategorii Objev roku. Název knihy vznikl podle stejnojmenné staré romské písně. Na knize se podílela i romistka Milena Hübschmannová.